# Gagnoa
Gagnoa  er en by i det sydlige Elfenbenskysten. Den er sæde for både distriktet Gôh-Djiboua og Gôh regionen. Den er også sæde for og et underpræfektur,  Gagnoa departement og en kommune. I 2021-folketællingen havde byen en befolkning på 277.044, hvilket gør den til den syvendestørste by i landet.
Gagnoa er sæde for det romersk-katolske ærkebispedømme i Gagnoa, og er hjemsted for St. Ann Katedral.

## Byer og landsbyer
Der er 16 landsbyer i underpræfekturet Dabou, og befolkningen i dem var i 2014:
1. Ahizabré  (5.014)
2. Atonihio  (510)
3. Bobia  (1.177)
4. Bognoa  (1.338)
5. Bogrégnoa  (1.274)
6. Dagodio  (528)
7. Dahopa-Ourepa  (1.579)
8. Daliguépa  (206)
9. Digbeugnoa  (1.199)
10. Dobé  (1.217)
11. Gagnoa (160.465)
12. Gnahio-Dégoué  (621)
13. Godiabré  (674)
14. Grébré  (989)
15. Guéménédou  (2.930)
16. Guessihio  (3.620)
17. Kabia  (503)
18. Kakrédou  (1.260)
19. Kripahio  (1.476)
20. Lélébrékoua  (1.276)
21. Logobia  (3.022)
22. Maguiahio (2.453)
23. Mahidio (717)
24. Mahinadopa (1.362)
25. Ménékré (1.213)
26. Moko (712)
27. Obodroupa (2.065)
28. Ony-Babré (747)
29. Ony-Tabré (797)
30. Payopa (2.546)
31. Sogrobognoa (1.071)
32. Tchédjélet (1.583)
33. Tiétiékou (1.214)
34. Tipadipa (2.108)
35. Todiognoa (296)
36. Toutoubré (2.957)
37. Zigopa(1.199)